# Chains of Love (chanson d'Erasure)
Pour les articles homonymes, voir Chains of Love.
Singles de Erasure
Ship of Fools
(1988) A Little Respect
(1988)
Clip vidéo
[vidéo] « Chains of Love », sur YouTube
Chains of Love est une chanson du duo britannique Erasure extraite de leur troisième album studio, intitulé The Innocents et sorti (au Royaume-Uni) le 18 avril 1988.
Le 30 mai 1988, six semaines après la sortie de l'album, la chanson a été publiée en single. C'était le deuxième single de cet album (après Ship of Fools).
Cet enregistrement débute à la 19e place du classement britannique des ventes de singles dans la semaine du 5 au 11 juin 1988 et la semaine suivante atteint sa meilleure position à la 11e place et la garde une semaine de plus.